# Renascent
Renascent ist eine finnische Melodic-Death- und Unblack-Metal-Band aus Helsinki, die 2003 gegründet wurde. Die Gruppe hat mittlerweile ihren Sitz in die USA nach Bloomington, Indiana, verlegt.

## Geschichte
Die Ursprünge der Band gehen auf das Jahr 1995 zurück, als der Schlagzeuger Jani Stefanović und der Gitarrist Eero Tertsunen die Sepultura-Coverband Crossexamination gründet hatten. Diese Band entwickelte sich zu einer Formation namens Sabaoth, die eigenes Material spielte und sich 1998 auflöste. Tertsunen gründete daraufhin die Band Kremator, während Stefanović kurzzeitig im Jahr 2000 bei Am I Blood spielte. Beide fanden danach wieder in dem neuen Projekt Trail of Tears zusammen, wo sie auch die Keyboarderin Mikaela Akrenius kennenlernten. Die Band löste sich auf, nachdem Stefanović zurück nach Schweden gezogen war und Sins of Omission beitrat. In der Zwischenzeit war Tertsunen bei Hallowed und Cannu Gnu tätig. Tertsunen und Akrenius musizierten gemeinsam im Frühling 2002 auf ihrer eigenen Hochzeit, mit der Absicht, in Zukunft eine neue Band zu gründen.
Anfang 2003 kehrte Stefanović aus Schweden zurück, was zur Gründung von Renascent führte. Innerhalb von einer Woche stieß der Bassist Voitto Rintala hinzu. Tertsunen und Stefanović arbeiteten daraufhin an den ersten Liedern, während Akrenius alleine arbeitete. Im Sommer des Jahres wurden die ersten Proben als Band abgehalten. Da noch ein zweiter Gitarrist und ein Sänger fehlten, übernahm Tertsunen für die EP Demons' Quest im Herbst den Gesang. Die im Necromorbus Studio in Stockholm aufgenommene EP erschien 2004 bei Maanalainen Levykauppa. Im August 2004 stieg der Schwede Barry Halldan als Sänger ein, und bald darauf Pekka Taina als zweiter Gitarrist. Nach verschiedenen Konzerten wurde im März 2005 das Debütalbum Through Darkness in den Panic Room Studios in Skara aufgenommen. Es erschien noch im selben Jahr bei Metal Union Records. In Japan wurde das Album im Juni des Jahres bei Nexus Records, einem Sub-Label von King Records, veröffentlicht. Im Jahr 2006 verließen Halldan und Stefanović die Besetzung, woraufhin Tertsunen wieder den Gesang übernahm. Das Schlagzeug ging an Markus Saarela über. Nach ein paar Auftritten begab sich die Gruppe in eine längere Pause. Im Jahr 2012 nahm die Band mit dem Schlagzeuger Rolf Pilve die Schlagzeugspuren für das nächste Album in den Drumforest Studios in Niinilahti auf. Der Rest des Albums wurde von der Band eigenständig aufgenommen. 2014 zogen Tertsunen und Akrenius nach Bloomington, Indiana. 2016 erschien das Album Praise of the Lord God Almighty in Eigenveröffentlichung.

## Stil
Necrosarx von unclenecro.wordpress.com schrieb in seiner Rezension zu Through Darkness, dass hierauf Melodic Death Metal im Stil klassischer In Flames zu hören ist. Besonders charakteristisch seien die Riffs und die guten Songstrukturen. Jethro de Beer von reanimatedradio.com rezensierte Praise of the Lord God Almighty und bezeichnete die Musik als eine Mischung aus Symphonic Metal, Death Metal und Black Metal, wobei die Texte jedoch christlicher Natur seien. Trotz der melodischen Gitarren würde er Renascent nicht dem Melodic Death Metal zuordnen. Das Album sei „heavier“ als sein Vorgänger.

## Diskografie
- 2004: Demons’ Quest (EP, Maanalainen Levykauppa)
- 2005: Through Darkness (Album, Metal Union Records)
- 2016: Praise of the Lord God Almighty (Album, Eigenveröffentlichung)